# 郝璐璐
郝璐璐（1979年1月9日—），满族人。因于2003年进行大面积整容而被称为“中国第一人造美女”。 

## 生平
郝璐璐生于北京，1999年进入中国地质大学读书，2001年大学毕业后前往英国攻读宝石学硕士学位。从2003年开始，郝璐璐开始对自己的眼睛、鼻子、下巴、胸部、腹部、臀部、腿和皮肤进行一系列的整形。成为中国大陆第一个公开自己整容过程的"人造美女"。